# 文格帝纹蛤
文格帝纹蛤（学名：Timoclea lionota），是帘蛤目帘蛤科帝汶蛤属的一种。主要分布于中国大陆，常栖息在浅海。